# Alley Cats Strike
Alley Cats Strike é um telefilme original do Disney Channel, estrelado por Kyle Schmid, Robert Ri'chard e Kaley Cuoco, estreou no canal em 18 de março de 2000.
O longa foi visto por mais de 3,3 milhões de espectadores em sua noite de estreia.[carece de fontes?]
Em 2014, o artigo da Wikipédia em inglês ganhou destaque por ter o mais longo resumo da trama do filme.

## Enredo
Um jogo de basquete do ensino médio entre as cidades de East Appleton e West Appleton termina em empate. As duas cidades, ambas disputando um troféu conhecido como The Mighty Apple, devem determinar o vencedor através de uma competição de boliche .  Alex Thompson e seus amigos, Delia, Elisa e Ken, estão no clube de boliche do West Appleton Junior High School; Eles descobrem que Todd McLemore, um popular jogador de basquete, também é membro do clube, já que seus amigos Leo e Flip o haviam contratado como brincadeira.

## Elenco
- Kyle Schmid - Alexander "Alex" Thompson
- Robert Ri'chard - Todd McLemore
- Kaley Cuoco - Elisa Bowers
- Mimi Paley - Delia Graci
- Joey Wilcots - Kenneth "Ken" Long
- Matt McCoy - Sr. Kevin Thompson
- Hardee T. Lineham - Principal Morris
- Evan Noble - Leonardo "Leo"
- Gino Giacomini - Flip
- Tim Reid - Mayor Jeffery "Jeff" McLemore
- Daphne Maxwell Reid - Sra. Catherine "Cathy" McLemore
- Phillip Williams - Louis "Sweet Lou"
- Rodger Barton - Mayor Hanburger
- Roman Podhora - Coach Fetters
- David Reale - Baron McKay
- Laura Vandervoort - Lauren
- Joan Gregson - Sr. Jenson
- Janet Bailey - Nancy
- Alisha Morrison - Gina
- Marcello Meleca - Bubba
- Bill Lake - Whipsaw McGraw
- Booth Stephenson - Robert "Bobby "Nagurski
- David Talbot - Corning
- Mary Lu Zahalan - Sr. Johnson
- Paul Constable - Bowling Referee
- Rufus Crawford - Ken's Dad
- Elizabeth Lennie - Sra. Thompson
- Terry Doyle - Vovô Thompson

## Trilha Sonora
1. Pedal to the Steel - Youngstown
2. Just Allow - Fishbone e The Familyhood Nextperience
3. Body Rockin Time - Christian Davis
4. Anywhere You Are - Chan Andre
5. Pitiful - Pushover
6. Hey Louise - Squirtgun
7. Camp Hollywood Special - The Bill Elliot Swing Orchestra
8. When We Dance - The Bill Elliot Swing Orchestra
9. The Shim Sham Song - The Bill Elliot Swing Orchestra
10. Let's Get Married - The Bill Elliot Swing Orchestra
11. Swinging the Century - The Bill Elliot Swing Orchestra
12. I'm Fallin' in Love Again -The Bill Elliot Swing Orchestra
13. Skiing Moguls - Mersh Bros. Band
14. Wind Surfing - Mersh Bros. Band